# 上仙公主
上仙公主（?—?），唐朝公主，是中国唐朝第六代皇帝唐玄宗李隆基之女。
她的生母为武惠妃，她在开元初年出生，襁褓中去世。上仙公主的灵座出现“祥风瑞虹”。张九龄说公主是神仙下凡，请求唐玄宗把这件事当做祥瑞记在史书上。玄宗同意。